# Barret Oliver
Pour les articles homonymes, voir Oliver.
Barret Oliver, né le 24 août 1973 à Los Angeles, est un acteur et photographe américain.
Durant sa courte carrière durant son enfance, il a notamment joué dans les films L'Histoire sans fin (1984), D.A.R.Y.L. (1985) et Cocoon (1985).

## Biographie
Barret Spencer Oliver naît le 24 août 1973 à Los Angeles.
Après plusieurs petits rôles, il acquiert une notoriété internationale en incarnant Bastien dans le film L'Histoire sans fin de Wolfgang Petersen en 1984. La même année, il joue aussi dans le court métrage Frankenweenie réalisé par Tim Burton.
L'année suivante, il joue deux autres rôles importants : l'enfant-androïde dans D.A.R.Y.L. de Simon Wincer et le jeune David dans Cocoon de Ron Howard. Sa performance dans D.A.R.Y.L. est récompensée par un Saturn Award.
Ses parents, refusant que Barret ne devienne le jouet des studios hollywoodiens, le retirent du marché.
Il tente toutefois un retour comme acteur, entre 1988 et 1989, après trois années d'absence au cinéma, en reprenant notamment son rôle de David dans Cocoon, le retour (1988) réalisé par Daniel Petrie. Devenu adolescent, Barret Oliver connaît le même destin que d'autres enfants stars : les réalisateurs et producteurs se désintéressent de lui et les castings deviennent de plus en plus difficiles. Aussi, à la même époque, la concurrence avec d'autres acteurs de son âge est très rude. Prenant conscience qu'il n'est plus alors qu'un acteur parmi d'autres, et écoutant de nouveau les conseils de ses parents, il abandonne le métier de comédien et termine ses études normalement. Il se reconvertit ensuite dans la photographie.

## Filmographie

### Cinéma
- 1982 : Jekyll and Hyde... Together Again de Jerry Belson : Un enfant au supermarché
- 1982 : Kiss Me Goodbye de Robert Mulligan : Le petit garçon
- 1983 : Retour vers l'enfer (Uncommon Valor) de Ted Kotcheff : Le garçon no 2
- 1984 : L'Histoire sans fin (Die Unendliche Geschichte) de Wolfgang Petersen : Bastien Balthazar Bux
- 1984 : Frankenweenie (court métrage) de Tim Burton : Victor Frankenstein
- 1985 : D.A.R.Y.L. de Simon Wincer : Daryl
- 1985 : Cocoon de Ron Howard : David
- 1988 : Cocoon, le retour (Cocoon: The Return) de Daniel Petrie : David
- 1989 : Scenes from the Class Struggle in Beverly Hills (en) de Paul Bartel : Willie Saravian

### Télévision

#### Téléfilms
- 1982 : The Circle Family : Q.P.
- 1984 : Invitation en enfer (Invitation to Hell) de Wes Craven : Robbie Winslow
- 1986 : Capone Chien Gangster! (en) (Spot Marks the X) de Mark Rosman : Ken Miller
- 1987 : Le Jardin secret (en) (The Secret Garden) de Alan Grint : Dickon Sowerby

#### Séries télévisées
- 1981 : L'Incroyable Hulk (The Incredible Hulk) : Jimmy the Kid (saison 5, épisode 3)
- 1982 : K 2000 (Knight Rider) : Buddy (saison 1, épisodes 1 et 2)
- 1983 : Love, Sidney (en) : (saison 2, épisode 22)
- 1984 : Loterie (Lottery!) : (saison 1, épisode 13)
- 1984 : Les Routes du paradis (Highway to Heaven) : Arthur Nealy (saison 1, épisode 3)
- 1984 : Finder of Lost Loves (en) : Matthew Powell (saison 1, épisode 9)
- 1985 : Tall Tales & Legends (en) : Hendrick Van Tassel (saison 1, épisode 1)
- 1986 : La Cinquième Dimension (The Twilight Zone) : George (saison 1, épisode 18)
- 1988 : Flic à tout faire (en) (Hooperman) : Anthony (saison 1, épisode 18)

## Distinctions
- Saturn Awards 1986 : meilleur jeune acteur pour D.A.R.Y.L.